# Albtrauf

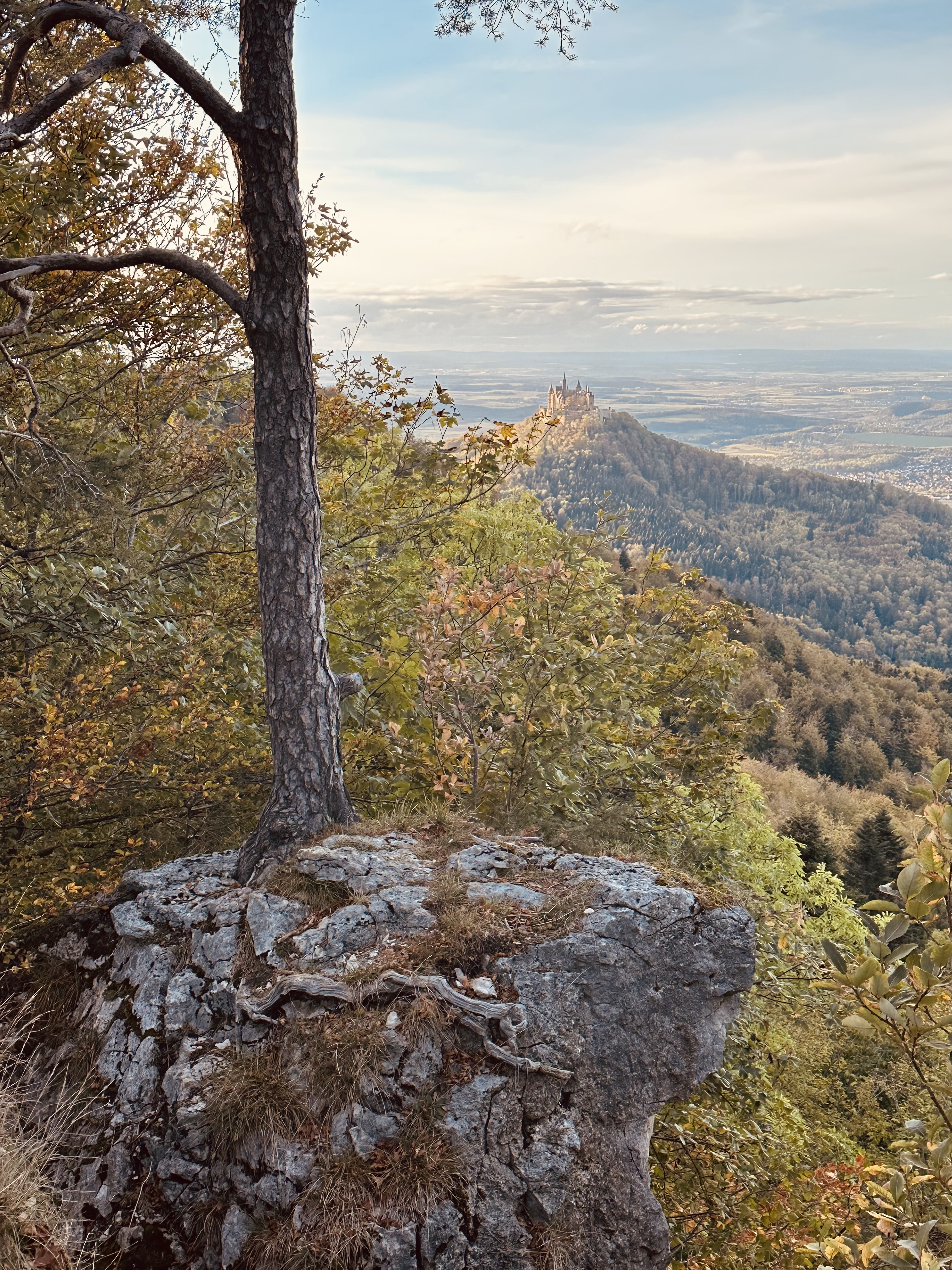
Vue sur le Burg Hohenzollern depuis l'Albtrauf.

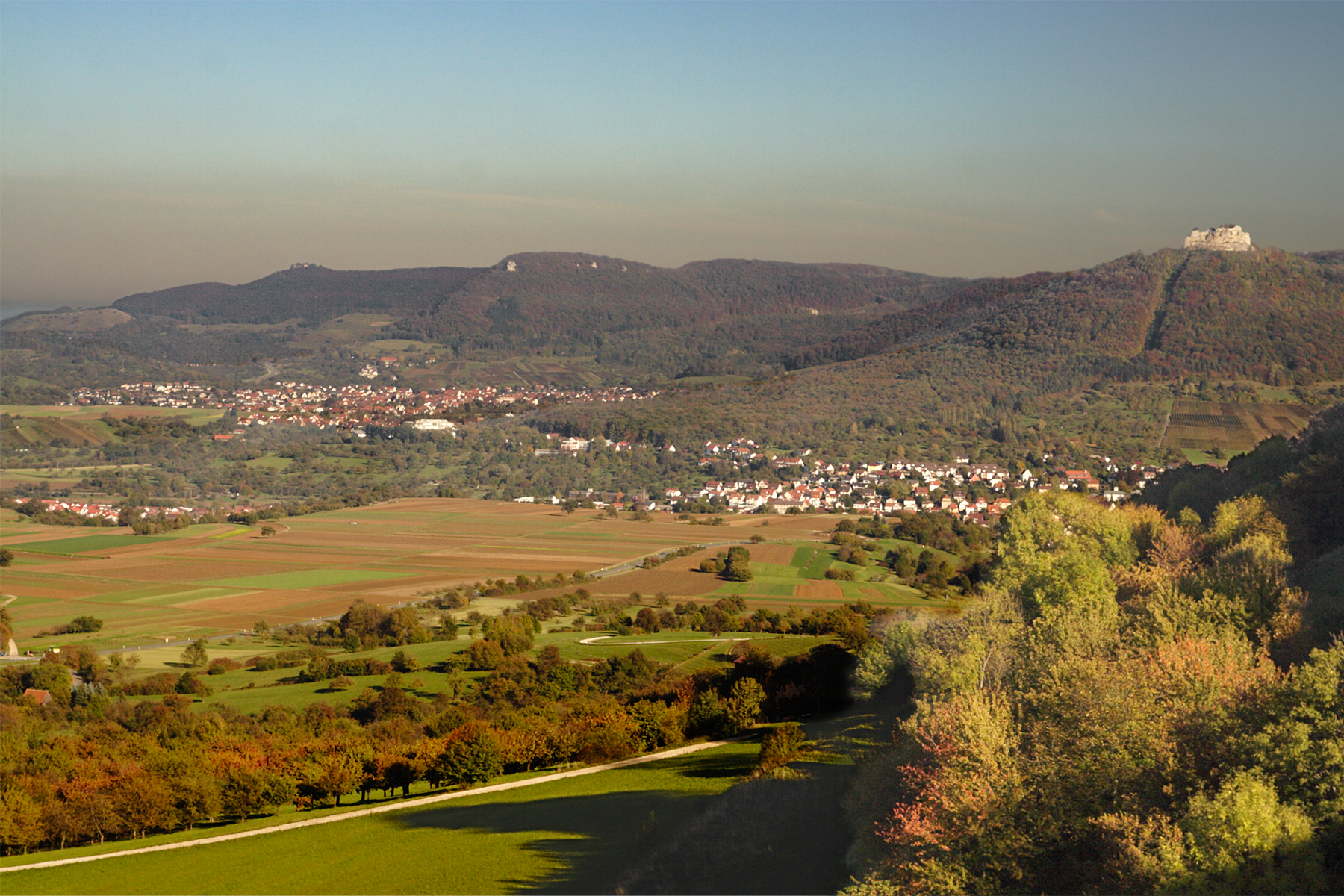
Trauf avec Hohenneuffen et Burg Teck.

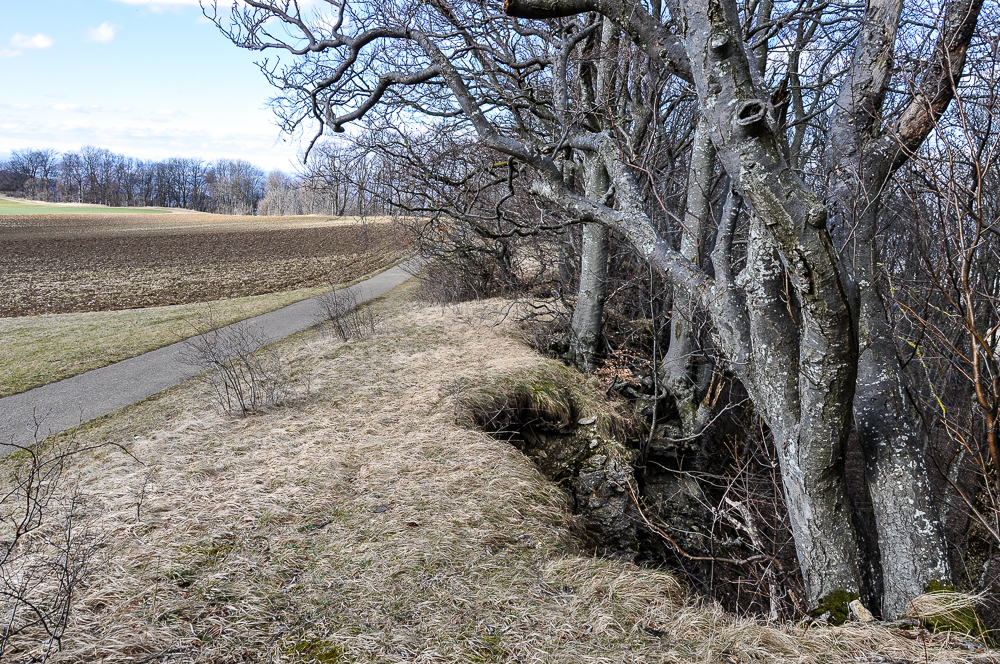
Situation typique au bord de l'Albtrauf : le plateau relativement plat de l'Alb, souvent utilisé pour l'agriculture, se fond directement dans la pente raide majoritairement boisée.

L'Albtrauf est en allemand le lieu de césure entre la plaine du Neckar et le Jura souabe (au nord-ouest de celles-ci). C'est une zone de pentes abruptes (presque des falaises, étendues sur des dizaines de kilomètres qui délimite la plaine de la basse montagne (et du plateau souabe).

## Géologie
L'Albtrauf est la côte ou cuesta (en géologie, une côte est un « modelé » entre la plaine et le plateau) délimitant le plateau souabe dans le sud ouest de l'Allemagne. Il se poursuit au nord ouest et délimite les Alpes franconiennes et dans le Jura au sud ouest.

## Phénotype
La côte atteint en moyenne 35°, et la hauteur moyenne de l'Albtrauf est la plus élevée dans la région de Balingen (400 de dénivelé entre pleine et montagne délimités par le "mur" de l'Albtrauf). La végétation est composée en majeure partie de forêts de Fagus. On remarque aussi les nez rocheux blancs caractéristiques de la région. À cause de l'aspect bleu des fagus vus de l'horizon, on appelle d'ailleurs souvent l'Albtrauf le "mur bleu".
À cause de l'érosion (et de l'inactivité tectonique actuelle de la région) le Albtrauf recule et les montagnes comme l'Achalm s'érodent, formant des cuestas. Les buttes-témoin  les plus connues, en avant poste de l'Albtrauf sont le Hohenstaufen, l'Achalm et le Zoller. Mais le mont Achalm est en fait d'origine volcanique. Les buttes-témoins du plateau souabe les plus connues sont Hesselberg, Michelsberg, Farrenberg et Plettenberg.